# Đám mây Kordylewski

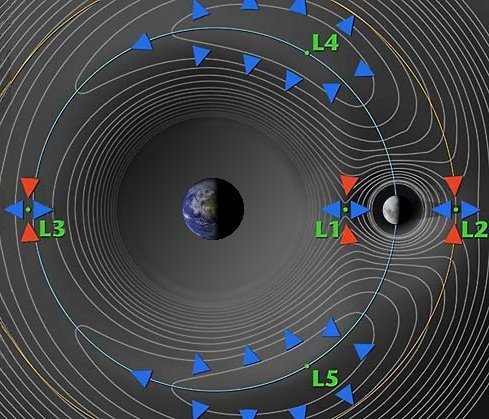
Sơ đồ hiển thị các điểm Lagrangian của hệ thống Mặt Trăng-Trái Đất. Các đám mây Kordylewski tồn tại ở các vùng L4 và L5.

Các đám mây Kordylewski là những đám bụi lớn tồn tại ở các điểm Lagrange L4 và L5 của hệ thống Mặt Trăng-Trái Đất. Chúng được báo cáo đầu tiên bởi nhà thiên văn học Ba Lan Kazimierz Kordylewski vào những năm 1960, và được xác nhận tồn tại vào tháng 10 năm 2018.

## Khám phá và quan sát
Sự tồn tại của nồng độ bụi có thể xác định được bằng trắc quang tại các điểm hiệu chuẩn (Lagrangian) được Josef Witkowski dự đoán vào năm 1956 (1951?).
Những đám mây được Kordylewski nhìn thấy lần đầu tiên vào năm 1956. Trong khoảng thời gian từ ngày 6 tháng 3 đến ngày 6 tháng 4 năm 1961, ông đã thành công trong việc chụp ảnh hai mảng sáng gần điểm L5 Lagrange. Trong thời gian quan sát, các miếng vá hầu như không di chuyển so với L5. Các quan sát được lấy từ ngọn núi Kasprowy Wierch.
Năm 1967, J. Wesley Simpson đã quan sát các đám mây bằng cách sử dụng Đài quan sát trên không Kuiper.
Vào tháng 10 năm 2018, sự tồn tại của các đám mây Kordylewski đã được báo cáo đã được xác nhận, mặc dù trước đó, vào năm 1992, tàu thăm dò không gian Hiten của Nhật Bản, đi qua các điểm Lagrange để phát hiện và tìm ra bụi bị mắc kẹt các hạt, không tìm thấy sự gia tăng rõ rệt về mức độ bụi trên mật độ trong không gian xung quanh.

## Xuất hiện
Các đám mây Kordylewski là một hiện tượng rất mờ nhạt, có thể so sánh với độ sáng của gegenschein. Chúng rất khó quan sát từ Trái Đất nhưng có thể nhìn thấy được bằng mắt trong một bầu trời đêm tối và rõ ràng đặc biệt. Hầu hết các quan sát được tuyên bố đã được thực hiện từ các sa mạc, trên biển hoặc từ núi. Các đám mây có vẻ hơi đỏ hơn gegenschein, cho thấy chúng có thể được tạo thành từ một loại hạt khác.
Các đám mây Kordylewski nằm tại vị trí gần điểm Lagrange L4 and L5  của hệ thống Mặt Trăng-Trái Đất. Chúng có khoảng 6 độ trong đường kính gốc. Những đám mây có thể trôi đến 6 đến 10 độ từ những điểm đó. Các quan sát khác cho thấy chúng di chuyển xung quanh các điểm Lagrange theo hình elip khoảng 6 x 2 độ.